# Aleuron (Gattung)
Aleuron ist eine Gattung der Schmetterlinge aus der Familie der Schwärmer (Sphingidae).

## Arten
Die Fühler der Falter sind sehr lang und erreichen mehr als die Hälfte der Länge des Vorderrandes der Vorderflügel. Sie sind bei den Weibchen etwas kürzer als bei den Männchen und haben an der Spitze einen schwach gekrümmten Haken. Die Labialpalpen sind groß und gewinkelt. Die Facettenaugen sind klein und bewimpert. Die Sporne an den Hinterleibssegmenten sind schwach und mehrreihig ausgebildet. Sie sind teilweise zu Schuppen modifiziert. Die Schienen (Tibien) sind nicht bedornt.

## Vorkommen und Lebensweise
Die Gattung ist neotropisch von Mexiko bis in den Süden Brasiliens und den Norden Argentiniens verbreitet.

## Systematik
Nach Kitching & Cadiou (2000) sind sieben Arten der Gattung bekannt:
- Aleuron carinata (Walker, 1856)
- Aleuron chloroptera (Perty, 1833)
- Aleuron cymographum Rothschild & Jordan, 1903
- Aleuron iphis (Walker, 1856)
- Aleuron neglectum Rothschild & Jordan, 1903
- Aleuron prominens (Walker, 1856)
- Aleuron ypanemae (Boisduval, 1875)

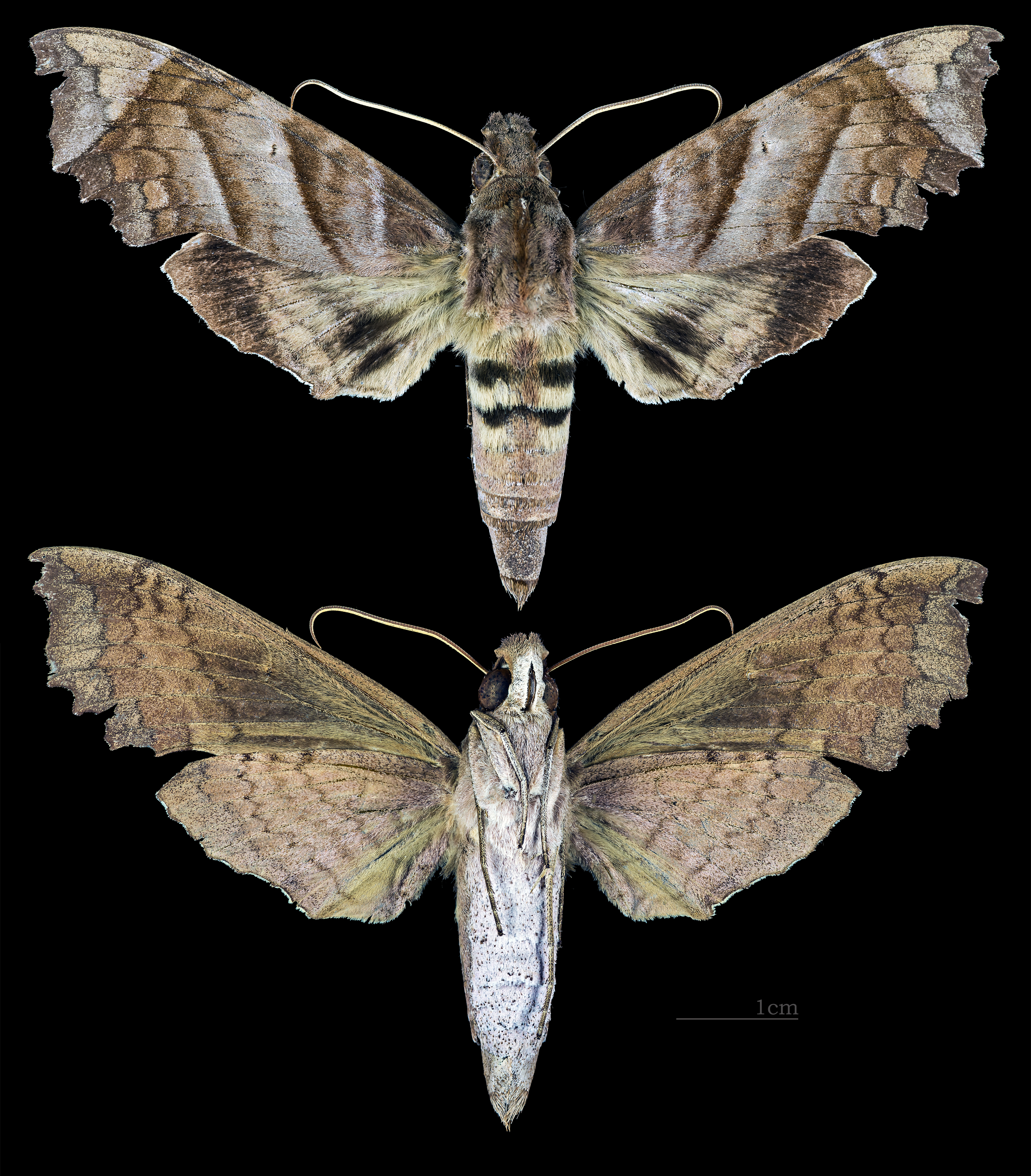
Aleuron carinata
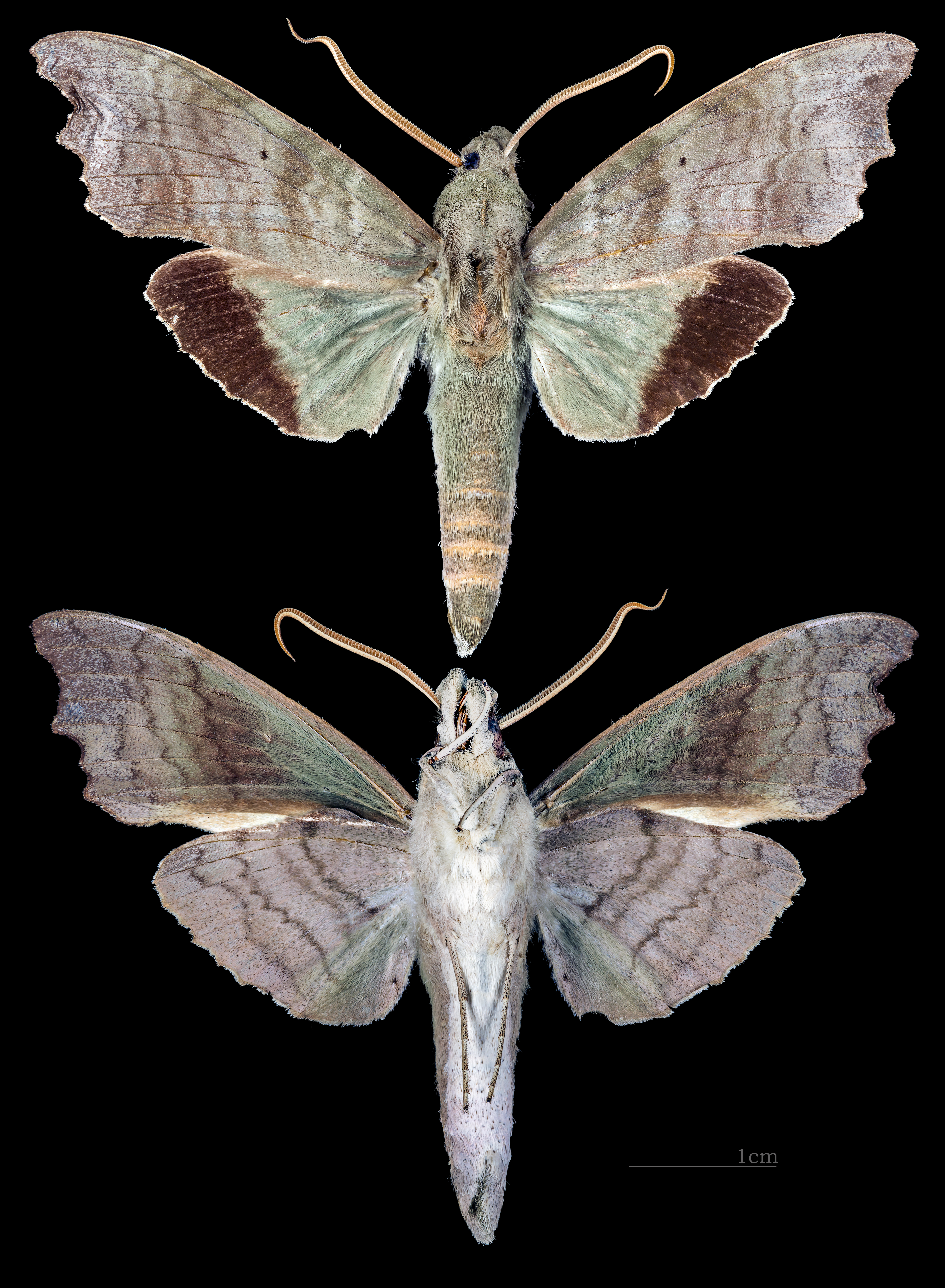
Aleuron chloroptera
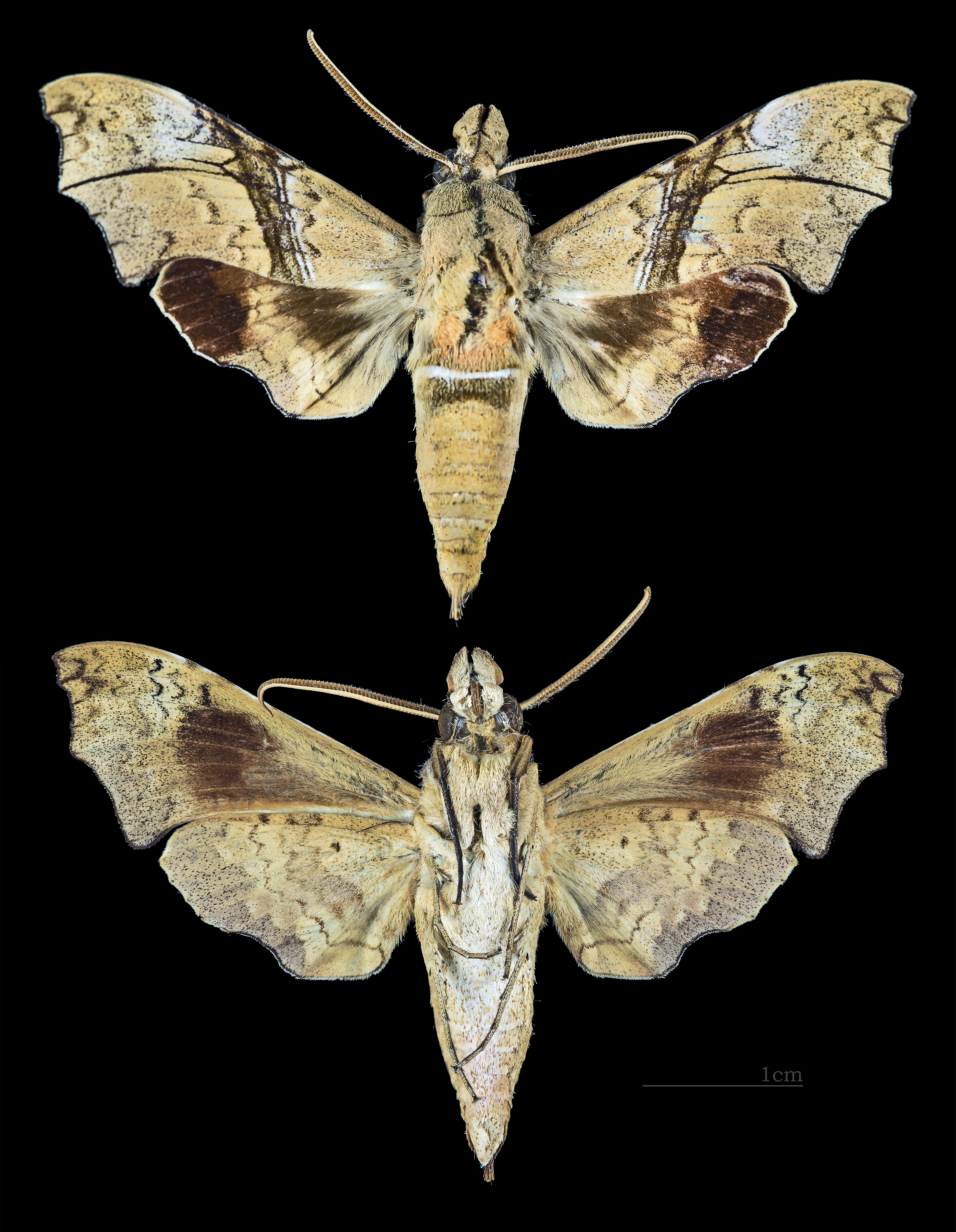
Aleuron iphis
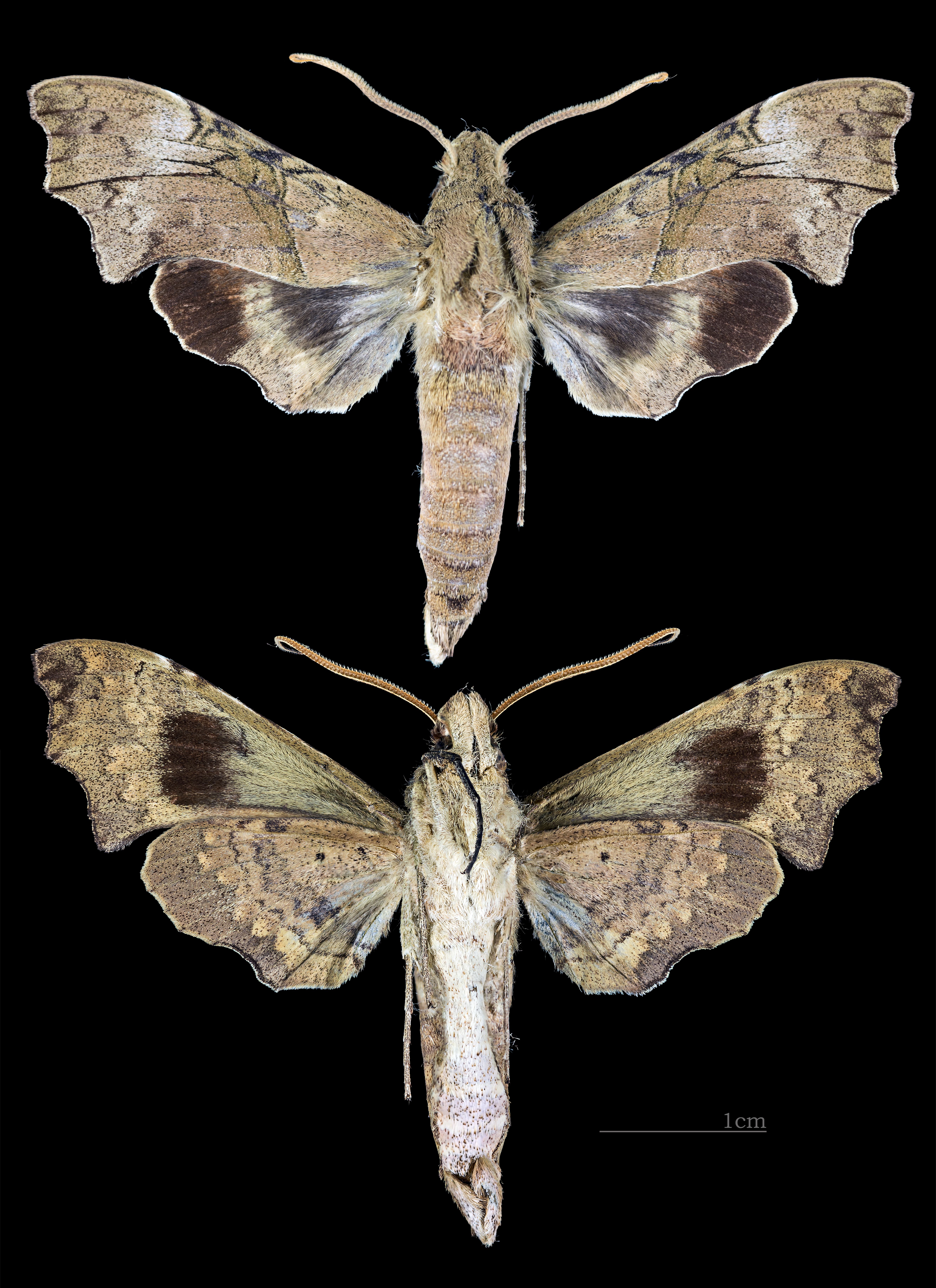
Aleuron neglectum

## Belege